# Гантец
Гантец (чеш. Hantec) — жаргон низшего класса в городе Брно в конце XIX века и начале XX века. Первоначально возник от смешения центральноморавских диалектов чешского языка и языков местных жителей, в большей части евреев и немцев. В настоящее время в своём оригинальном виде сохранился в основном у пожилых людей. Однако, многие выражения и слова данного жаргона стали частью чешского языка в Брно.

## Примеры
| Гантец        | Стандартный чешский | Происхождение фразы                                 | Русский                 |
| ------------- | ------------------- | --------------------------------------------------- | ----------------------- |
| zoncna        | slunce              | от немецкого Sonne                                  | солнце                  |
| šalina        | tramvaj             | от немецкого «elektrische Linie» — «electric line»  | трамвай                 |
| augle         | oči                 | от немецкого Augen                                  | глаза                   |
| gómat         | chápat; myslet      | от чешского koumat                                  | понимать; думать        |
| kostra kántry | upadnout            | от чешского kostra (skeleton) и английского country | упасть                  |
| lochec        | smích               | от немецкого Lachen                                 | смех                    |
| love          | peníze              | от цыганского love                                  | деньги                  |
| retych        | záchod/WC           | от австрийского Rettich                             | туалет                  |
| rola          | vlakové nádraží     | от немецкого Rollen                                 | железнодорожная станция |
| švimhózny     | plavky              | от немецкого schwimmen and Hose                     | купальник               |
| štatl         | centrum města       | от немецкого Stadt                                  | (вниз) город            |
| Štatl         | centrum města Brna  | от немецкого Stadt                                  | Город Брно (центр)      |
| šlofnót       | spát                | от немецкого schlafen                               | спать                   |
| cajzl         | Čech                | от немецкого Zeisig                                 | богемный                |